# Courtion
Courtion (toponimo francese) è una frazione del comune svizzero di Misery-Courtion, nel Canton Friburgo (distretto di Lac).

## Storia

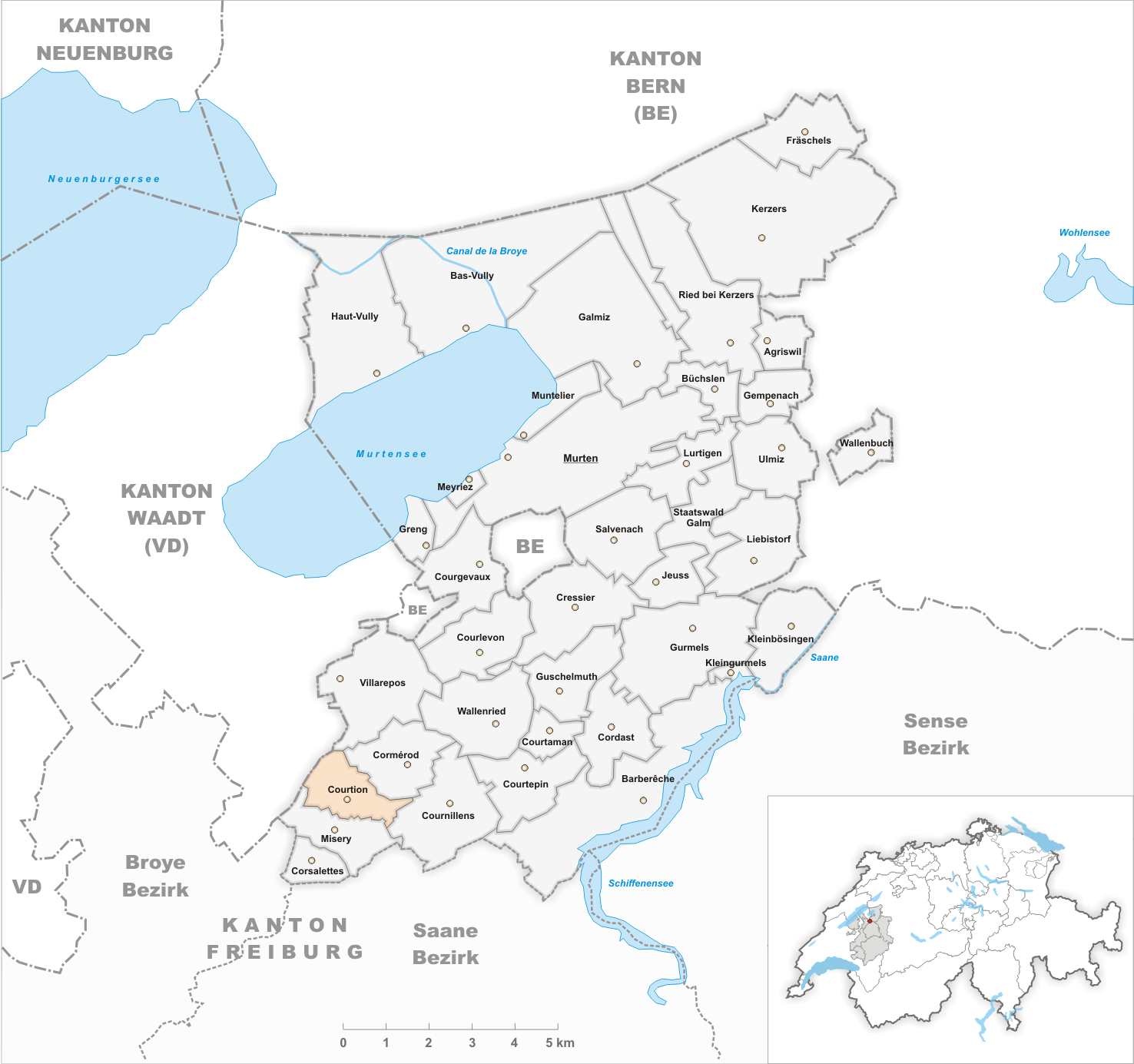
Il territorio del comune di Courtion prima degli accorpamenti comunali del 1997

Già comune autonomo, nel 1997 è stato accorpato agli altri comuni soppressi di Cormérod, Cournillens e Misery per formare il nuovo comune di Misery-Courtion.

## Monumenti e luoghi d'interesse
- Chiesa cattolica di San Marcello, attestata dal 1001-1031 e ricostruita nel 1730-1731[1].

## Società

### Evoluzione demografica
L'evoluzione demografica è riportata nella seguente tabella:
Abitanti censiti

## Amministrazione
Ogni famiglia originaria del luogo fa parte del comune patriziale che ha la responsabilità della manutenzione di ogni bene comune.